# Niclas Löfdahl
Niclas Löfdahl , född 1973 eller 1974, är en svensk fängelsedömd person, senare rättspsykiatrisk patient. som var en av grundarna av Ariska brödraskapet. Han är bland annat dömd för att ha skickat en brevbomb till Laila Freivalds, den dåvarande justitieministern.

## Biografi
År 1996 när Löfdahl var fängslad på anstalten Österåker bildade han fängelseorganisationen Ariska brödraskapet. Organisationen har nazistsympatier. Dessa sympatier har dock Löfdahl övergett. Löfdahl har suttit på Tidaholmsfängelset, Hällbyanstalten och Malmöfängelset. Efter det har Löfdahl varit intagen på en rättspsykiatrisk specialklinik i Växjö på obestämd tid.  På kliniken hade Löfdahl en avskild del bestående av två mindre rum. Under sin tid som intagen har Löfdahl misshandlat 78 personer.
Löfdahl levde 2015 under friare förhållanden. Han tog då avstånd från sitt förflutna, däribland nazismen, och sade till tidningen Dagen att han levde ett harmoniskt liv  och betraktade sig som kristen. 